# Jelena Vesninová
Jelena Sergejevna Vesninová (rusky: Елена Сергеевна Веснина, Jelena Sergejevna Vesnina, * 1. srpna 1986 Lvov) je bývalá ruská tenistka, která se na profesionálních okruzích pohybovala v letech 2002–2024. Poslední soutěž odehrála ve čtyřhře letní olympiády 2024 a ukončení kariéry oznámila v listopadu téhož roku. Na okruhu WTA Tour vyhrála tři singlové a devatenáct deblových turnajů. V rámci okruhu ITF získala dva tituly ve dvouhře a šest ve čtyřhře.
V létě 2018 byla pět týdnů světovou jedničkou ve čtyřhře žen, kterou se s Jekatěrinou Makarovovou staly společně jako druhá a třetí Ruska po Anně Kurnikovové, respektive třicátá sedmá a třicátá osmá hráčka od zavedení klasifikace v roce 1975. V deblovém žebříčku tak vytvořily 13. dvojici na vrcholu pořadí. Na Riodejaneirské olympiádě 2016 společně získaly zlatou medaili v ženské čtyřhře.
Na žebříčku WTA byla ve dvouhře nejvýše klasifikována v březnu 2017 na 13. místě a ve čtyřhře pak v červnu 2018 na 1. místě. V závěrečné fázi kariéry ji trénovala Jevgenija Manjukovová a dlouhodobě otec Sergej Vesnin. Prvním koučem byl Jurij Judkin, mezi poslední patřil i Andrej Česnokov.
Na grandslamu vyhrála s Makarovovou ženskou čtyřhru na French Open 2013, US Open 2014 a Wimbledonu 2017, když v prvním finále zdolaly italskou dvojici Sara Erraniová a Roberta Vinciová, ve druhém švýcarsko-italský pár Martina Hingisová a Flavia Pennettaová a ve třetím pak dvojici Čan Chao-čching a Monica Niculescuová. Společně s brazilským tenistou Brunem Soaresem zvítězila na Australian Open 2016 v soutěži smíšené čtyřhry. Celkem dvanáctkrát odešla z grandslamového finále poražena – z ženského debla na French Open 2009, 2011 i 2016, a také z Wimbledonu 2010, 2015 a 2021, rovněž jako z Australian Open 2014 i 2018. Čtyřikrát pak neuspěla s mužskými partnery Bhúpatím, Paesem a Karacevem ve smíšené soutěži. Finálové porážky přišly ve Wimbledonu 2011 a 2012, a také na Australian Open 2012 a French Open 2021.
S Makarovovou tvořila stabilní pár v letech 2012–2018 až do květnového Madrid Open 2018. Dvojice vyhrála dvanáct turnajů, včetně tří grandslamů, olympijských her a Turnaje mistryň, který ovládly v roce 2016, když ve finále zdolaly pár Bethanie Matteková-Sandsová a Lucie Šafářová. V době rozchodu oběma patřilo druhé místo na deblovém žebříčku a na světovou jedničku Chanovou ztrácely jen 5 bodů. Na French Open 2018 se novou partnerkou stala Lotyška Jeļena Ostapenková, s níž opustila soutěž v úvodním kole. Následně oznámila přerušení tenisové kariéry pro těhotenství. Na dvorce se vrátila po více než dvou letech Qatar Total Open 2021

## Týmové soutěže
V ruském fedcupovém týmu debutovala v roce 2006 umagskou baráží Světové skupiny proti Chorvatsku, v níž prohrála s Annou Čakvetadzeovou čtyřhru. Rusky přesto triumfovaly 3:2 na zápasy. V letech 2007 a 2008 byla součástí družstva, které celou soutěž vyhrálo. Ve finále 2007 proti Italkám přispěla k výsledku 4:0 bodem z dvouhry, když porazila Maru Santangelovou. V boji o titul roku 2008 proti Španělsku, jež Rusky zvládly 4:0 na zápasy, získala s Jekatěrinou Makarovovou bod ze čtyřhry. V letech 2006–2018 v soutěži nastoupila k sedmnácti mezistátním utkáním s bilancí 3–3 ve dvouhře a 11–5 ve čtyřhře.
Rusko reprezentovala na Letních olympijských hrách 2008 v Pekingu, kde v ženské čtyřhře vytvořila sedmou nasazenou dvojici s Věrou Zvonarevovou. Soutěž opustily po čtvrtfinálové prohře od pozdějších olympijských vítězek Sereny a Venus Williamsových.
Zúčastnila se také londýnských Her XXX. olympiády, kde v ženském deblu startovala s Jekatěrinou Makarovovou. V roli turnajových šestek dohrály mezi poslední osmičkou párů, když podlehly nejvýše nasazeným Američankám Liezel Huberové s Lisou Raymondovou. Spolu s Michailem Južným nastoupila na divokou kartu i do smíšené soutěže. V úvodním kole je vyřadila argentinská dvojice Gisela Dulková a Juan Martín del Potro. Na Riodejaneirské olympiádě 2016 vyhrála s Makarovovou zlatou medaili v ženské čtyřhře, když ve finále zdolaly za 1:39 hodin švýcarské turnajové pětky Timeu Bacsinszkou s Martinou Hingisovou po dvousetovém průběhu.
Na Letní univerziádě 2013 v Kazani vybojovala zlatou medaili z ženské čtyřhry, v páru s Anastasií Pavljučenkovovou, a také ze smíšené čtyřhry po boku Andreje Kuzněcova.

## Tenisová kariéra
V říjnu 2002 – ve věku šestnácti let a dvou měsíců – poprvé startovala v kvalifikaci turnaje okruhu ITF, když obdržela divokou kartu na 10tisícovou událost v egyptské Gíze. Po zvládnutém kvalifikačním turnaji postoupila do hlavní soutěže.

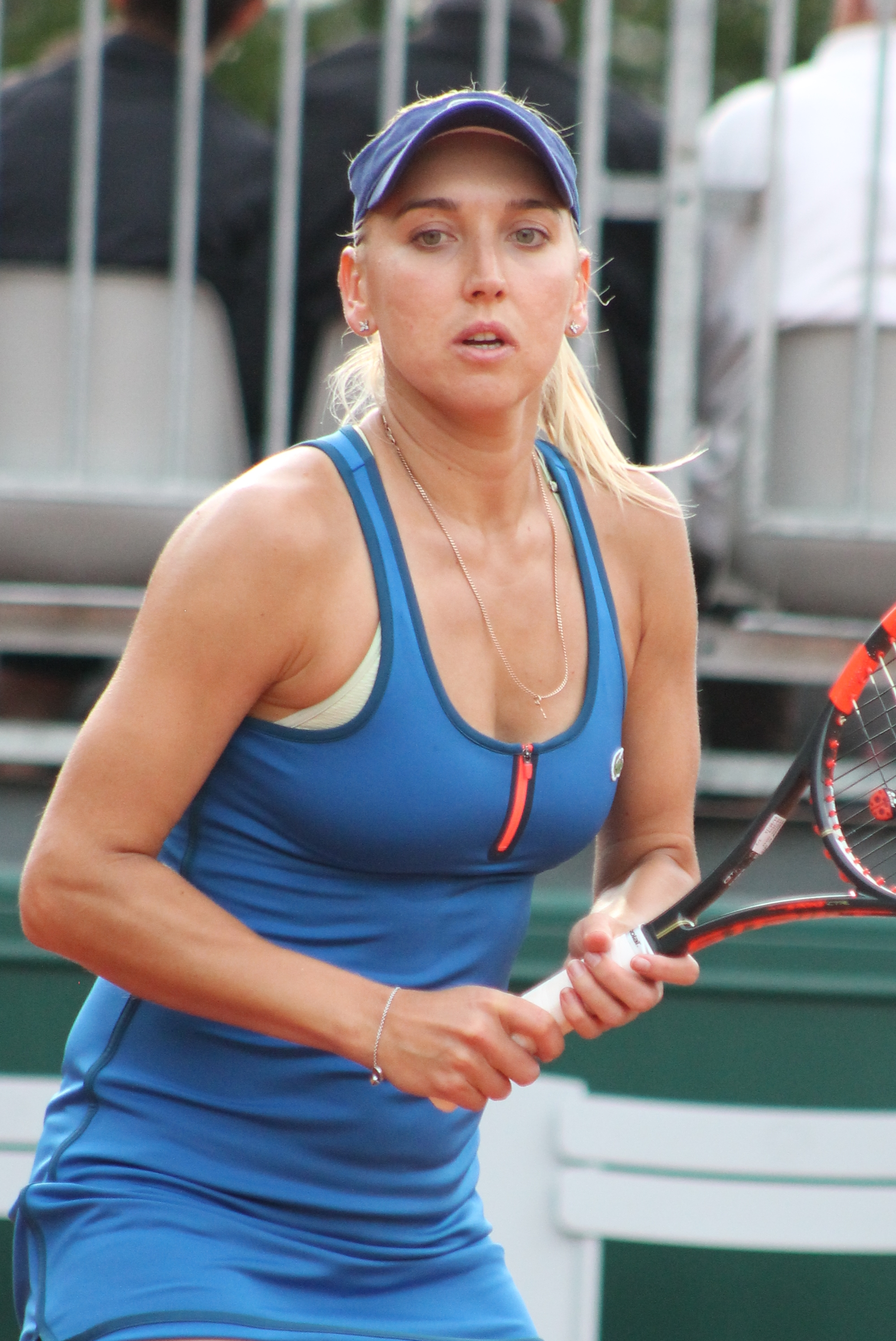
Během French Open 2015

Premiérovou událostí na okruhu WTA Tour se stala kvalifikace říjnového Kremlin Cupu 2003, a o týden později kvalifikace Tashkent Open 2003, z nichž do hlavní soutěže nepostoupila. Tu si zahrála až v listopadu 2004, když vypadla s Argentinkou Marianou Díazovou Olivovou v úvodním kole listopadového Challenge Bell v Québecu. Na stejném kanadském turnaji získala v roce 2005 první titul na okruhu WTA, a to z deblové soutěže. Spolu s krajankou Anastasií Rodionovovou ve finále zdolaly lotyšsko-americký pár Līga Dekmeijereová a Ashley Harkleroadová.
Debutový průlom do elitní stovky žebříčku WTA ve dvouhře přišel 16. ledna 2006, když se posunula ze 100. na 100. příčku. O šest měsíců později pronikla 24. července 2006 do první padesátky, a to z 51. na 50. místo. Mezi prvních deset deblistek světa se premiérově podívala 9. května 2011, kdy figurovala na 10. pozici světové klasifikace ve čtyřhře. Do elitní pětky pak vystoupala 12. srpna 2013 na 5. místo.
Po sérii šesti prohraných finále dvouhry na okruhu WTA Tour – trvající od ASB Classic 2009 s Dementěvovou až do porážky s Erraniovou na Budapest Grand Prix 2012 –, vybojovala premiérový titul na lednovém Moorilla Hobart International 2013 po výhře nad Barthelovou. Druhou singlovou trofej přidala na travnatém AEGON International 2013 v Eastbourne, kde hladce přehrála Američanku Hamptonovou.
V sezóně 2013 vyhrála s Jekatěrinou Makarovovou čtyřhru na březnovém BNP Paribas Open, kde ve finále zdolaly Petrovovou se Srebotnikovou až v rozhodujícím supertiebreaku. Premiérový grandslamový triumf si připsaly na antukovém French Open a také semifinálová účast na Australian Open jim zajistila start ve deblové soutěži istanbulského Tunraje mistryň 2013. Kvalifikovaly se do něj jako poslední čtvrtý pár. V semifinále přesto vyřadily světové jedničky Erraniovou s Vinciovou, aby je ve finále zastavila čínsko-tchajwanská dvojice Pcheng Šuaj a Sie Šu-wej.

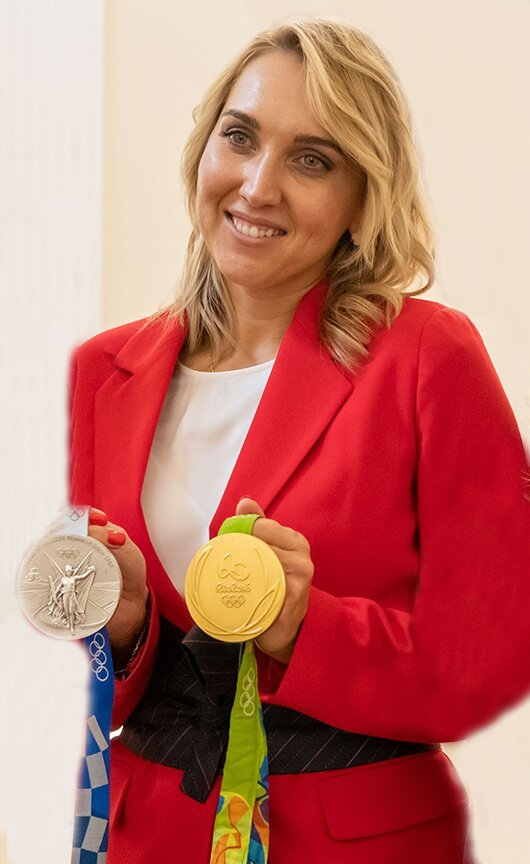
Se stříbrem z mixu LOH 2020 a zlatem ze čtyřhry LOH 2016

Na březnový BNP Paribas Open 2017 v Indian Wells, hraný v kategorii WTA Premier Mandatory, přijížděla jako patnáctá hráčka žebříčku. Cestou do finále vyřadila dvě bývalé světové jedničky, ve čtvrtém kole druhou ženu pořadí Angelique Kerberovou a ve čtvrtfinále Američanku z druhé světové desítky Venus Williamsovou. Po výhře nad Francouzkou Kristinou Mladenovicovou pak pronikla do desátého kariérního finále. V něm za 3.01 hodin zdolala turnajovou osmičku Světlanu Kuzněcovovou po třísetovém průběhu. V duelu dokázala otočit nepříznivý vývoj her, jak ve druhé sadě 1–4, tak i ve třetí 2–4. Krajanku zdolala podruhé ze tří vzájemných střetnutí. V roce 2016 přitom vypadla již v prvním kole kvalifikace, když jí tehdy patřila 86. příčka. Titul se stal třetí singlovou trofejí na okruhu WTA Tour. V následném vydání žebříčku z 20. března 2017 se posunula na své maximum, když jí patřilo 13. místo. Od semifinále ve Wimbledonu 2016 přitom na žádném z třinácti turnajů nevyhrála více než dvě utkání, z toho šestkrát odešla poražena již v úvodním kole.
Z pozice deblových světových dvojek získaly s Jekatěrinou Makarovovou první trofej roku 2018 ve čtyřhře Mutua Madrid Open 2018, když ve finále zdolaly maďarsko-francouzské turnajové trojky Tímeu Babosovou s Kristinou Mladenovicovou až v rozhodujícím supertiebreaku. Vybojovaly tak šestou společnou trofej v kategorii Premier Mandatory. Proti témuž páru odehrály v předchozí části sezóny dvě utkání. Z finále Australian Open 2018 odešly Rusky poraženy a naopak zvítězily v semifinále BNP Paribas Open 2018. S Makarovovou navázaly na finále z Madrid Open 2012, kde vůbec poprvé postoupily jako pár do závěrečného boje o titul. Přiblížily se také k pozici deblových světových jedniček, když na první Latischu Chanovou ztrácely 14. května 2018 jen 230 bodů. Jednalo se o jejich poslední společný turnaj. Dva týdny poté bylo oznámeno ukončení jejich šestileté spolupráce ze sezón 2012–2018. V době rozchodu oběma patřilo na deblovém žebříčku druhé místo. Na prvním následném turnaji, French Open 2018, se její novou partnerkou stala Lotyška Jeļena Ostapenková, s níž vypadla v úvodním kole. Přesto po skončení pařížského grandslamu vystřídala s Makarovovou první v pořadí Chanovou a obě se tak poprvé staly světovými jedničkami ve čtyřhře, až po rozpadu dvojice.

## Soukromý život
Narodila se roku 1986 ve Lvově, tehdejší Ukrajinské socialistické republice, součásti Sovětského svazu. Otec Sergej Vesnin ji trénuje a doprovází na turnajích, matka Irina Vesninová je učitelka. Mladší bratr Dmitr Vesnin také hrál profesionálně tenis. V listopadu 2015 se vdala za podnikatele Pavla Tabuncova. Během října 2018 oznámila těhotenství, které několik měsíců tajila a v listopadu porodila dceru Jelizavetu.

## Finále na Grand Slamu

### Ženská čtyřhra: 11 (3–8)
| Stav       | rok  | turnaj           | povrch | spoluhráčka            | soupeřky ve finále                                   | výsledek           |
| ---------- | ---- | ---------------- | ------ | ---------------------- | ---------------------------------------------------- | ------------------ |
| Finalistka | 2009 | French Open      | antuka | Viktoria Azarenková    | Anabel Medina Garriguesová Virginia Ruano Pascualová | 1–6, 1–6           |
| Finalistka | 2010 | Wimbledon        | tráva  | Věra Zvonarevová       | Vania Kingová Jaroslava Švedovová                    | 6–7(6–8), 2–6      |
| Finalistka | 2011 | French Open (2)  | antuka | Sania Mirzaová         | Andrea Hlaváčková Lucie Hradecká                     | 4–6, 3–6           |
| Vítězka    | 2013 | French Open      | antuka | Jekatěrina Makarovová  | Sara Erraniová Roberta Vinciová                      | 7–5, 6–2           |
| Finalistka | 2014 | {Australian Open | tvrdý  | Jekatěrina Makarovová  | Sara Erraniová Roberta Vinciová                      | 4–6, 6–3, 5–7      |
| Vítězka    | 2014 | US Open          | tvrdý  | Jekatěrina Makarovová  | Martina Hingisová Flavia Pennettaová                 | 2–6, 6–3, 6–2      |
| Finalistka | 2015 | Wimbledon        | tráva  | Jekatěrina Makarovová  | Sania Mirzaová Martina Hingisová                     | 7–5, 6–7(4–7), 5–7 |
| Finalistka | 2016 | French Open      | antuka | Jekatěrina Makarovová  | Kristina Mladenovicová Caroline Garciaová            | 3–6, 6–2, 4–6      |
| Vítězka    | 2017 | Wimbledon        | tráva  | Jekatěrina Makarovová  | Čan Chao-čching Monica Niculescuová                  | 6–0, 6–0           |
| Finalistka | 2018 | Australian Open  | tvrdý  | Jekatěrina Makarovová  | Tímea Babosová Kristina Mladenovicová                | 4–6, 3–6           |
| Finalistka | 2021 | Wimbledon        | tráva  | Veronika Kuděrmetovová | Sie Šu-wej Elise Mertensová                          | 6–3, 5–7, 7–9      |

### Smíšená čtyřhra: 5 (1–4)
| Stav       | rok  | turnaj          | povrch | spoluhráč     | soupeři ve finále                       | výsledek         |
| ---------- | ---- | --------------- | ------ | ------------- | --------------------------------------- | ---------------- |
| Finalistka | 2011 | Wimbledon       | tráva  | Maheš Bhúpatí | Jürgen Melzer Iveta Benešová            | 3–6, 2–6         |
| Finalistka | 2012 | Australian Open | tvrdý  | Leander Paes  | Horia Tecău Bethanie Matteková-Sandsová | 3–6, 7–5, [3–10] |
| Finalistka | 2012 | Wimbledon (2)   | tráva  | Leander Paes  | Mike Bryan Lisa Raymondová              | 3–6, 7–5, 4–6    |
| Vítězka    | 2016 | Australian Open | tvrdý  | Bruno Soares  | Coco Vandewegheová Horia Tecău          | 6–4, 4–6, [10–5] |
| Finalistka | 2021 | French Open     | antuka | Aslan Karacev | Desirae Krawczyková Joe Salisbury       | 6–2, 4–6, [5–10] |

## Turnaj mistryň

### Čtyřhra: 2 (1–1)
| Stav       | rok  | místo    | povrch    | spoluhráčka           | soupeřky ve finále                         | výsledek      |
| ---------- | ---- | -------- | --------- | --------------------- | ------------------------------------------ | ------------- |
| Finalistka | 2013 | Istanbul | tvrdý (h) | Jekatěrina Makarovová | Sie Šu-wej Pcheng Šuaj                     | 4–6, 5–7      |
| Vítězka    | 2016 | Singapur | tvrdý (h) | Jekatěrina Makarovová | Bethanie Matteková-Sandsová Lucie Šafářová | 7–6(7–5), 6–3 |

## Utkání o olympijské medaile

### Ženská čtyřhra: 2 (1 zlato)
| Stav     | rok  | místo konání             | povrch | spoluhráčka            | soupeřky                           | výsledek         |
| -------- | ---- | ------------------------ | ------ | ---------------------- | ---------------------------------- | ---------------- |
| Zlato    | 2016 | Rio de Janeiro, Brazílie | tvrdý  | Jekatěrina Makarovová  | Timea Bacsinszká Martina Hingisová | 6–4, 6–4         |
| 4. místo | 2020 | Tokio, Japonsko          | tvrdý  | Veronika Kuděrmetovová | Laura Pigossiová Luisa Stefaniová  | 6–4, 4–6, [9–11] |

### Smíšená čtyřhra: 1 (1 stříbro)
| Stav    | rok  | místo konání    | povrch | spoluhráč     | soupeři                                   | výsledek               |
| ------- | ---- | --------------- | ------ | ------------- | ----------------------------------------- | ---------------------- |
| Stříbro | 2020 | Tokio, Japonsko | tvrdý  | Aslan Karacev | Anastasija Pavljučenkovová Andrej Rubljov | 3–6, 7–6(7–5), [11–13] |

## Finále na okruhu WTA Tour
| Legenda                                                 |
| ------------------------------------------------------- |
| D – dvouhra; Č – čtyřhra                                |
| Grand Slam (3–8 Č)                                      |
| Olympijské hry (1–0 Č)                                  |
| Turnaj mistryň (1–1 Č)                                  |
| Premier Mandatory & Premier 5 / WTA 1000 (1–0 D; 8–9 Č) |
| Premier / WTA 500 (1–3 D; 3–7 Č)                        |
| International / WTA 250 (1–4 D; 3–1 Č)                  |

### Dvouhra: 10 (3–7)
| Stav       | č. | datum             | turnaj                         | povrch          | soupeřka ve finále         | výsledek           |
| ---------- | -- | ----------------- | ------------------------------ | --------------- | -------------------------- | ------------------ |
| Finalistka | 1. | 10. ledna 2009    | Auckland, Nový Zéland          | tvrdý           | Jelena Dementěvová         | 4–6, 1–6           |
| Finalistka | 2. | 29. srpna 2009    | New Haven, Spojené státy       | tvrdý           | Caroline Wozniacká         | 2–6, 4–6           |
| Finalistka | 3. | 31. července 2010 | Istanbul, Turecko              | tvrdý           | Anastasija Pavljučenkovová | 7–5, 5–7, 4–6      |
| Finalistka | 4. | 25. září 2010     | Taškent, Uzbekistán            | tvrdý           | Alla Kudrjavcevová         | 4–6, 4–6           |
| Finalistka | 5. | 10. dubna 2011    | Charleston, Spojené státy      | antuka (zelená) | Caroline Wozniacká         | 2–6, 3–6           |
| Finalistka | 6. | 5. května 2012    | Budapešť, Maďarsko             | antuka          | Sara Erraniová             | 5–7, 4–6           |
| Vítězka    | 1. | 12. ledna 2013    | Hobart, Austrálie              | tvrdý           | Mona Barthelová            | 6–3, 6–4           |
| Vítězka    | 2. | 22. června 2013   | Eastbourne, Spojené království | tráva           | Jamie Hamptonová           | 6–2, 6–1           |
| Finalistka | 7. | 10. dubna 2016    | Charleston, Spojené státy (2)  | antuka (zelená) | Sloane Stephensová         | 6–7, 2–6           |
| Vítězka    | 3. | 19. března 2017   | Indian Wells, Spojené státy    | tvrdý           | Světlana Kuzněcovová       | 6–7(6–8), 7–5, 6–4 |

### Čtyřhra: 45 (19–26)
| Stav       | č.  | datum             | turnaj                                | povrch     | spoluhráčka            | soupeřky ve finále                             | výsledek              |
| ---------- | --- | ----------------- | ------------------------------------- | ---------- | ---------------------- | ---------------------------------------------- | --------------------- |
| Vítězka    | 1.  | 6. listopadu 2005 | Quebec, Kanada                        | tvrdý (h)  | Anastasia Rodionovová  | Līga Dekmeijereová Ashley Harkleroadová        | 6–7(4–7), 6–4, 6–2    |
| Finalistka | 1.  | 19. února 2006    | Bengalúru, Indie                      | tvrdý      | Anastasia Rodionovová  | Sania Mirzaová Liezel Huberová                 | 3–6, 3–6              |
| Finalistka | 2.  | 24. září 2006     | Peking, Čína                          | tvrdý      | Anna Čakvetadzeová     | Virginia Ruano Pascual Paola Suárezová         | 2–6, 4–6              |
| Vítězka    | 2.  | 13. ledna 2007    | Hobart, Austrálie                     | tvrdý      | Jelena Lichovcevová    | Anabel Medina Garrigues Virginia Ruano Pascual | 2–6, 6–1, 6–2         |
| Finalistka | 3.  | 18. února 2007    | Antverpy, Belgie                      | koberec    | Jelena Lichovcevová    | Cara Blacková Liezel Huberová                  | 5–7, 6–4, 1–6         |
| Finalistka | 4.  | 6. května 2007    | Varšava, Polsko                       | antuka     | Jelena Lichovcevová    | Věra Duševinová Tatiana Perebijnisová          | 5–7, 6–3, [2–10]      |
| Vítězka    | 3.  | 22. března 2008   | Indian Wells, Spojené státy           | tvrdý      | Dinara Safinová        | Jen C’ Čeng Ťie                                | 6–1, 1–6, [10–8]      |
| Finalistka | 5.  | 13. dubna 2008    | Amelia Island, Spojené státy          | antuka     | Viktoria Azarenková    | Bethanie Matteková Vladimíra Uhlířová          | 3–6, 1–6              |
| Finalistka | 6.  | 20. července 2008 | Stanford, Spojené státy               | tvrdý      | Věra Zvonarevová       | Cara Blacková Liezel Huberová                  | 4–6, 3–6              |
| Finalistka | 7.  | 24. května 2009   | French Open, Paříž, Francie           | antuka     | Viktoria Azarenková    | Anabel Medina Garrigues Virginia Ruano Pascual | 1–6, 1–6              |
| Finalistka | 8.  | 5. července 2010  | Wimbledon, Londýn, Spojené království | tráva      | Věra Zvonarevová       | Vania Kingová Jaroslava Švedovová              | 6–7(6–8), 2–6         |
| Vítězka    | 4.  | 19. března 2011   | Indian Wells, Spojené státy           | tvrdý      | Sania Mirzaová         | Bethanie Mattek-Sands Meghann Shaughnessyová   | 6–0, 7–5              |
| Vítězka    | 5.  | 10. dubna 2011    | Charleston, Spojené státy             | antuka     | Sania Mirzaová         | Bethanie Mattek-Sands Meghann Shaughnessyová   | 6–4, 6–4              |
| Finalistka | 9.  | 4. června 2011    | French Open, Paříž, Francie           | antuka     | Sania Mirzaová         | Andrea Hlaváčková Lucie Hradecká               | 3–6, 4–6              |
| Vítězka    | 6.  | 16. října 2011    | Linec, Rakousko                       | tvrdý (h)  | Marina Erakovicová     | Julia Görgesová Anna-Lena Grönefeldová         | 7–5, 6–1              |
| Finalistka | 10. | 25. února 2012    | Dubaj, SAE                            | tvrdý      | Sania Mirzaová         | Liezel Huberová Lisa Raymondová                | 2–6, 1–6              |
| Finalistka | 11. | 17. března 2012   | Indian Wells, Spojené státy           | tvrdý      | Sania Mirzaová         | Liezel Huberová Lisa Raymondová                | 2–6, 3–6              |
| Finalsitka | 12. | 13. května 2012   | Madrid, Španělsko                     | antuka (m) | Jekatěrina Makarovová  | Sara Erraniová Roberta Vinciová                | 6–1, 3–6, [10–4]      |
| Finalistka | 13. | 20. května 2012   | Řím, Itálie                           | antuka     | Jekatěrina Makarovová  | Sara Erraniová Roberta Vinciová                | 2–6, 5–7              |
| Vítězka    | 7.  | 6. října 2012     | Peking, Čína                          | tvrdý      | Jekatěrina Makarovová  | Nuria Llagostera Vives Sania Mirzaová          | 7–5, 7–5              |
| Vítězka    | 8.  | 21. října 2012    | Moskva, Rusko                         | tvrdý (h)  | Jekatěrina Makarovová  | Maria Kirilenková Naděžda Petrovová            | 6–3, 1–6, [10–8]      |
| Vítězka    | 9.  | 16. března 2013   | Indian Wells, Spojené státy           | tvrdý      | Jekatěrina Makarovová  | Naděžda Petrovová Katarina Srebotniková        | 6–0, 5–7, [10–6]      |
| Vítězka    | 10. | 9. června 2013    | French Open, Paříž, Francie           | antuka     | Jekatěrina Makarovová  | Sara Erraniová Roberta Vinciová                | 7–5, 6–2              |
| Finalistka | 14. | 27. října 2013    | Turnaj mistryň, Istanbul, Turecko     | tvrdý (h)  | Jekatěrina Makarovová  | Sie Šu-wej Pcheng Šuaj                         | 4–6, 5–7              |
| Finalistka | 15. | 24. ledna 2014    | Australian Open, Melbourne, Austrálie | tvrdý      | Jekatěrina Makarovová  | Sara Erraniová Roberta Vinciová                | 4–6, 6–3, 5–7         |
| Finalistka | 16. | 30. března 2014   | Miami, Spojené státy                  | tvrdý      | Jekatěrina Makarovová  | Martina Hingisová Sabine Lisická               | 6–4, 4–6, [5–10]      |
| Vítězka    | 11. | 6. září 2014      | US Open, New York, Spojené státy      | tvrdý      | Jekatěrina Makarovová  | Martina Hingisová Flavia Pennettaová           | 2–6, 6–3, 6–2         |
| Finalistka | 17. | 22. března 2015   | Indian Wells, Spojené státy           | tvrdý      | Jekatěrina Makarovová  | Martina Hingisová Sania Mirzaová               | 3–6, 4–6              |
| Finalistka | 18. | 5. dubna 2015     | Miami, Spojené státy                  | tvrdý      | Jekatěrina Makarovová  | Martina Hingisová Sania Mirzaová               | 5–7, 1–6              |
| Finalistka | 19. | 11. července 2015 | Wimbledon, Londýn, Spojené království | tráva      | Jekatěrina Makarovová  | Martina Hingisová Sania Mirzaová               | 7–5, 6–7(4–7), 5–7    |
| Vítězka    | 12. | 23. října 2015    | Moskva, Rusko                         | tvrdý (h)  | Darja Kasatkinová      | Irina-Camelia Beguová Monica Niculescuová      | 6–3, 6–7(7–9), [10–5] |
| Finalistka | 20. | 15. května 2016   | Řím, Itálie                           | antuka     | Jekatěrina Makarovová  | Martina Hingisová Sania Mirzaová               | 1–6, 7–6(7–5), [3–10] |
| Finalistka | 21. | 5. června 2016    | French Open, Paříž, Francie           | antuka     | Jekatěrina Makarovová  | Kristina Mladenovicová Caroline Garciaová      | 3–6, 6–2, 4–6         |
| Vítězka    | 13. | 31. července 2016 | Montréal, Kanada                      | tvrdý      | Jekatěrina Makarovová  | Simona Halepová Monica Niculescuová            | 6–3, 7–6(7–5)         |
| Vítězka    | 14. | 13. srpna 2016    | Rio de Janeiro – LOH, Brazílie        | tvrdý      | Jekatěrina Makarovová  | Martina Hingisová Timea Bacsinszká             | 6–4, 6–4              |
| Vítězka    | 15. | 30. října 2016    | Turnaj mistryň, Singapur              | tvrdý (h)  | Jekatěrina Makarovová  | Bethanie Matteková-Sandsová Lucie Šafářová     | 7–6(7–5), 6–3         |
| Finalistka | 22. | 7. ledna 2016     | Brisbane, Austrálie                   | tvrdý      | Jekatěrina Makarovová  | Bethanie Matteková-Sandsová Sania Mirzaová     | 2–6, 3–6              |
| Vítězka    | 16. | 26. února 2017    | Dubaj, SAE                            | tvrdý      | Jekatěrina Makarovová  | Andrea Hlaváčková Pcheng Šuaj                  | 6–2, 4–6, [10–7]      |
| Finalistka | 23. | 21. května 2017   | Řím, Itálie                           | antuka     | Jekatěrina Makarovová  | Čan Jung-žan Martina Hingisová                 | 5–7, 6–7(4–7)         |
| Vítězka    | 17. | 15. července 2017 | Wimbledon, Londýn, Spojené království | antuka     | Jekatěrina Makarovová  | Čan Chao-čching Monica Niculescuová            | 6–0, 6–0              |
| Vítězka    | 18. | 13. srpna 2017    | Toronto, Kanada                       | tvrdý      | Jekatěrina Makarovová  | Anna-Lena Grönefeldová Květa Peschkeová        | 6–0, 6–4              |
| Finalistka | 24. | 27. ledna 2018    | Australian Open, Melbourne, Austrálie | tvrdý      | Jekatěrina Makarovová  | Tímea Babosová Kristina Mladenovicová          | 4–6, 3–6              |
| Finalistka | 25. | 17. března 2018   | Indian Wells, Spojené státy (2)       | tvrdý      | Jekatěrina Makarovová  | Sie Šu-wej Barbora Strýcová                    | 4–6, 4–6              |
| Vítězka    | 19. | 11. května 2018   | Madrid, Španělsko                     | antuka     | Jekatěrina Makarovová  | Tímea Babosová Kristina Mladenovicová          | 2–6, 6–4, [10–8]      |
| Finalistka | 26. | 10. července 2021 | Wimbledon, Londýn, Spojené království | tráva      | Veronika Kuděrmetovová | Sie Šu-wej Elise Mertensová                    | 6–3, 5–7, 7–9         |

## Postavení na konečném žebříčku WTA

### Dvouhra
| Rok    | 2003 | 2004   | 2005   | 2006  | 2007  | 2008  | 2009  | 2010  | 2011  | 2012  | 2013  | 2014  | 2015   | 2016  | 2017  | 2018   | 2019 | 2020 | 2021 | 2022 | 2023 | 2024 |
| Pořadí | 278. | ▼ 286. | ▲ 111. | ▲ 44. | ▼ 55. | ▼ 78. | ▲ 24. | ▼ 53. | ▼ 57. | ▼ 69. | ▲ 25. | ▼ 65. | ▼ 111. | ▲ 16. | ▼ 18. | ▼ 137. | —    | 304. | —    | —    | —    | —    |

### Čtyřhra
| Rok    | 2003 | 2004   | 2005   | 2006  | 2007  | 2008  | 2009  | 2010  | 2011  | 2012 | 2013 | 2014 | 2015 | 2016 | 2017 | 2018  | 2019 | 2020 | 2021 | 2022 | 2023 | 2024 |
| Pořadí | 454. | ▲ 201. | ▲ 126. | ▲ 46. | ▲ 45. | ▲ 18. | ▼ 22. | ▼ 23. | ▲ 10. | ▲ 9. | ▲ 5. | ▼ 7. | ▼ 8. | ▲ 6. | ▲ 3. | ▼ 16. | —    | 45.  | —    | —    | —    | —    |